# Martin Sheen
Ramón Antonio Gerardo Estévez (Dayton, 1940. augusztus 3. –), ismertebb nevén Martin Sheen Golden Globe-, Primetime Emmy- és Screen Actors Guild-díjas ír-amerikai színész.
A gallego apától és ír anyától származó Estévez színészi karrierje érdekében vette fel a könnyebben megjegyezhető Martin Sheen nevet. Elsőként a The Subject Was Roses (1968) és a Sivár vidék (1973), majd a szélesebb közönség számára az Apokalipszis most (1979) című filmekkel vált ismertté. Utóbbival BAFTA-díjra jelölték, mint legjobb férfi főszereplőt. 1989-ben saját csillagot kapott a Hollywood Walk of Fame-n.
1994-ben a Murphy Brown epizódszerepével nyert Emmy-díjat, ezt követte 1999 és 2006 között Az elnök emberei című drámasorozat főszerepe. Josiah Bartlet amerikai elnök megformálásával Golden Globe-, Primetime Emmy- és Screen Actorst Guild-díjakat szerzett. 2015-től 2022-ig a Grace és Frankie című vígjátéksorozat egyik főszereplője volt.
Négy gyermeke született, köztük Emilio Estevez és Charlie Sheen, akik mind színészek lettek. Rendezőként 1990-ben debütált A megtörhetetlen című filmdrámával, ebben fiai, Charlie és Ramon is szerepet kaptak. Számos dokumentumfilmet jegyez rendezőként, producerként és narrátorként. A színészet mellett liberális nézeteket valló politikai aktivistaként is tevékenykedik.

## Filmográfia

### Film
| Év   | Magyar cím                                         | Eredeti cím                                            | Szerep                                               | Magyar hang            |
| ---- | -------------------------------------------------- | ------------------------------------------------------ | ---------------------------------------------------- | ---------------------- |
| 1967 | New York hajnali háromkor                          | The Incident                                           | Artie Connors                                        |                        |
| 1968 |                                                    | The Subject Was Roses                                  | Timmy Cleary                                         |                        |
| 1970 |                                                    | The Andersonville Trial                                | CaptainWilliams                                      |                        |
| 1970 | A 22-es csapdája                                   | Catch-22                                               | Dobbs                                                | Bálint András          |
| 1970 | A 22-es csapdája                                   | Catch-22                                               | Dobbs                                                | Kőszegi Ákos           |
| 1971 | Mongo visszajött                                   | Mongo's Back in Town                                   | Gordon                                               |                        |
| 1971 |                                                    | Goodbye, Raggedy Ann                                   | Jules Worthman                                       |                        |
| 1972 |                                                    | That Certain Summer                                    | Gary McClain                                         |                        |
| 1972 |                                                    | No Drums, No Bugles                                    | Ashby Gatrell                                        |                        |
| 1972 |                                                    | Pickup on 101                                          | Les                                                  |                        |
| 1972 | Düh                                                | Rage                                                   | Holliford                                            | Szakácsi Sándor        |
| 1972 | Düh                                                | Rage                                                   | Holliford                                            | Rátóti Zoltán          |
| 1973 |                                                    | Message To My Daughter                                 | John Tatcher                                         |                        |
| 1973 | A kaliforniai kölyök                               | The California Kid                                     | Michael McCord                                       |                        |
| 1973 |                                                    | The Conflict                                           | Father Kinsella                                      |                        |
| 1973 |                                                    | When the Line Goes Through                             | Bluff Jackson                                        |                        |
| 1973 | Sivár vidék                                        | Badlands                                               | Kit Carruthers                                       | Rátóti Zoltán          |
| 1974 |                                                    | The Missiles of October                                | Robert F. Kennedy                                    |                        |
| 1974 |                                                    | The Story of Pretty Boy Floyd                          | Széparcú Floyd                                       |                        |
| 1974 |                                                    | The Execution of Private Slovik                        | Eddie Slovik                                         |                        |
| 1974 | Egy orvvadász legendája                            | The Legend of Earl Durand                              | Luther Sykes                                         |                        |
| 1975 |                                                    | The Last Survivors                                     | Alexander William Holmes                             |                        |
| 1975 |                                                    | Sweet Hostage                                          | Leonard Hatch                                        |                        |
| 1976 | A Kasszandra-átjáró                                | The Cassandra Crossing                                 | Robby Navarro                                        | Sinkovits-Vitay András |
| 1976 | A kislány, aki az utcánkban lakik                  | The Little Girl Who Lives Down the Lane                | Frank Hallet                                         | Széles László          |
| 1979 | Apokalipszis most                                  | Apocalypse Now                                         | Benjamin L. Willard                                  | Kőszegi Ákos           |
| 1979 | Apokalipszis most                                  | Apocalypse Now                                         | Benjamin L. Willard                                  | Epres Attila           |
| 1979 | Sasszárny                                          | Eagle's Wing                                           | Pike                                                 |                        |
| 1980 | Végső visszaszámlálás                              | The Final Countdown                                    | Warren Lasky                                         | Trokán Péter           |
| 1981 | Kasszasiker (A stikli)                             | Loophole                                               | Stephen Booker                                       | Csankó Zoltán          |
| 1981 | Kasszasiker (A stikli)                             | Loophole                                               | Stephen Booker                                       | Epres Attila           |
| 1982 | Gandhi                                             | Gandhi                                                 | Vince Walker                                         | Botár Endre            |
| 1982 | Bajnokcsapat                                       | That Championship Season                               | Tom Daley                                            |                        |
| 1982 | Enigma                                             | Enigma                                                 | Alex Holbeck                                         | Csankó Zoltán          |
| 1982 |                                                    | In the King of Prussia                                 | Samuel Salus II bíró                                 |                        |
| 1983 | Fiú a múltból                                      | Man, Woman and Child                                   | Robert Beckwith                                      |                        |
| 1983 | A holtsáv                                          | The Dead Zone                                          | Greg Stillson                                        | Dörner György          |
| 1984 |                                                    | The Guardian                                           | Charlie Hyatt                                        |                        |
| 1984 | Tűzgyújtó                                          | Firestarter                                            | James Hollister százados                             | Forgács Péter          |
| 1984 | Tűzgyújtó                                          | Firestarter                                            | James Hollister százados                             | Medgyesfalvy Sándor    |
| 1985 |                                                    | The Fourth Wise Man                                    | Artaban                                              |                        |
| 1985 | Felelős nagykorúság                                | Consenting Adult                                       | Ken Lynd                                             |                        |
| 1985 |                                                    | A State of Emergency                                   | Dr. Alex Carmody                                     |                        |
| 1986 | A szamaritánus: Mitch Snyder története             | Samaritan - The Mitch Snyder Story                     | Mitch Snyder                                         |                        |
| 1986 | Szenzáció a televízióban                           | News at Eleven                                         | Frank Kenley                                         |                        |
| 1987 | Összeesküvés: A chicagoi nyolcak pere              | Conspiracy: The Trial of the Chicago 8                 | James Marion Hunt                                    |                        |
| 1987 | A hívők (Fekete mágia)                             | The Believers                                          | Cal Jamison                                          | Végvári Tamás          |
| 1987 | Nagyra törő álmok                                  | Siesta                                                 | Del                                                  |                        |
| 1987 | Tőzsdecápák                                        | Wall Street                                            | Carl Fox                                             | Juhász Jácint          |
| 1987 | Tőzsdecápák                                        | Wall Street                                            | Carl Fox                                             | Szokolay Ottó          |
| 1988 | Papi                                               | Da                                                     | Charlie                                              | Kőszegi Ákos           |
| 1988 | Ítélet Berlinben                                   | Judgment in Berlin                                     | Herbert Jay Stern                                    | Végvári Tamás          |
| 1988 | Ítélet Berlinben                                   | Judgment in Berlin                                     | Herbert Jay Stern                                    | Kőszegi Ákos           |
| 1989 | Gyilkosságra jelölve                               | Marked for Murder                                      | férfi a parkban                                      |                        |
| 1989 |                                                    | Cold Front                                             | John Hyde                                            |                        |
| 1989 | Tessék engem elrabolni                             | Beverly Hills Brats                                    | Dr. Jeffrey Miller                                   | Juhász Jácint          |
| 1989 | Végzetes utóhatás                                  | Nightbreaker                                           | Dr. Alexander Brown                                  | Végvári Tamás          |
| 1989 | Túl a csillagokon                                  | Beyond the Stars                                       | Paul Andrews                                         | Mihályi Győző          |
| 1990 |                                                    | Original Intent                                        |                                                      |                        |
| 1990 | A megtörhetetlen                                   | Cadence                                                | Otis V. McKinney                                     | Szersén Gyula          |
| 1990 | A megtörhetetlen                                   | Cadence                                                | Otis V. McKinney                                     | Tordy Géza             |
| 1991 |                                                    | The Maid                                               | Anthony Wayne                                        |                        |
| 1991 | Áldozat: A bűnösség vélelme                        | Guilty Until Proven Innocent                           | Harold Hohne                                         |                        |
| 1991 | JFK – A nyitott dosszié                            | JFK                                                    | narrátor (hangja)                                    | Korbuly Péter          |
| 1992 | Garwood: Hadifogoly                                | The Last P.O.W.? The Bobby Garwood Story               | William F.(Ike) Eisenbraun                           |                        |
| 1992 |                                                    | Touch and Die                                          | Frank                                                |                        |
| 1993 |                                                    | A Matter of Justice                                    | Jack Brown                                           |                        |
| 1993 | A gyilkos négyszög                                 | Grey Knight                                            | Haworth tábornok                                     | Breyer László          |
| 1993 | A gyilkos csönd                                    | Hear No Evil                                           | Brock hadnagy                                        |                        |
| 1993 | Az elveszett brigád                                | Ghost Brigade                                          | Gen. Haworth                                         |                        |
| 1993 | Nagy durranás 2. – A második pukk                  | Hot Shots! Part Deux                                   | Benjamin L. Willard százados                         | Kristóf Tibor          |
| 1993 | Gettysburg                                         | Gettysburg                                             | Robert E. Lee                                        | Szersén Gyula          |
| 1993 |                                                    | My Home, My Prison                                     | narrátor                                             |                        |
| 1994 | Roswell                                            | Roswell                                                | Townsend                                             |                        |
| 1994 | Ha magadra maradsz                                 | One of Her Own                                         | Asst. Dist. Atty. Pete Maresca                       |                        |
| 1994 |                                                    | Guns of Honor                                          | Jackson Baines Hardin (Ole Devil)                    |                        |
| 1994 | A háború zsoldosai                                 | Fortunes of War                                        | Francis Labeck                                       | Cs. Németh Lajos       |
| 1994 | A véres kéz                                        | When the Bough Breaks                                  | Swaggert kapitány                                    | Végvári Tamás          |
| 1994 |                                                    | Guns of Honor:Trigger Fast                             | Jackson Baines Hardin                                |                        |
| 1994 |                                                    | Boca                                                   | Jesse James Montgomery                               |                        |
| 1994 | A megbízás                                         | Hits!                                                  | Kelly                                                |                        |
| 1995 | 101 éjszaka                                        | A Hundred and One Nights of Simon Cinema               | önmaga                                               |                        |
| 1995 | Szabadnak születtek                                | Running Wild                                           | Dan Walker                                           | Juhász Jácint          |
| 1995 |                                                    | Gospa                                                  | Jozo Zovko atya                                      |                        |
| 1995 | Dillinger és Capone                                | Dillinger and Capone                                   | John Dillinger                                       | Beregi Péter           |
| 1995 | Piszkos fonák                                      | The Break                                              | Gil Robbins                                          | Végvári Tamás          |
| 1995 | Halott pénz                                        | Dead Presidents                                        | bíró                                                 | Jakab Csaba            |
| 1995 | Szerelem a Fehér Házban                            | The American President                                 | A.J. McInnerney                                      | Szokolay Ottó          |
| 1995 | A terror hálójában                                 | Sacred Cargo                                           | Andrew Kanvesky atya                                 | Dobránszky Zoltán      |
| 1996 |                                                    | The Crystal Cave: Lessons from the Teachings of Merlin | King Arthur                                          |                        |
| 1996 | Házi háború                                        | The War at Home                                        | Bob Collier                                          | Barbinek Péter         |
| 1996 |                                                    | Captain Nuke and the Bomber Boys                       | Jeff Snyder                                          |                        |
| 1996 |                                                    | Entertaining Angels: The Dorothy Day Story             | Peter Maurin                                         |                        |
| 1996 |                                                    | The Elevator                                           | Sarge                                                |                        |
| 1997 | Bosszú és igazság Új-Mexikóban                     | Truth or Consequences, N.M                             | Úr                                                   | Áron László            |
| 1997 | Spawn – Az ivadék                                  | Spawn                                                  | Jason Wynn                                           | Barbinek Péter         |
| 1997 | Ellenséges vizeken                                 | Hostile Water                                          | Kapitány                                             |                        |
| 1997 |                                                    | An Act of Conscience                                   | Narrator                                             |                        |
| 1998 |                                                    | Monument Ave.                                          | Hanlon                                               |                        |
| 1998 |                                                    | Shadrach                                               | narrátor                                             |                        |
| 1998 | Gátlástalanul                                      | No Code of Conduct                                     | Bill Peterson                                        | Cs. Németh Lajos       |
| 1998 | Gátlástalanul                                      | No Code of Conduct                                     | Bill Peterson                                        | Papp János             |
| 1998 | Levél a halálsorról                                | A Letter from Death Row                                | Michael apja                                         | Németh Gábor           |
| 1998 | Dolcsi vita                                        | Free Money                                             | Börtönőr                                             | Vizy György            |
| 1998 | Dolcsi vita                                        | Free Money                                             | Börtönőr                                             | Papp János             |
| 1999 | Vihar                                              | Storm                                                  | General James                                        |                        |
| 1999 | Veszélylesők                                       | Thrill Seekers                                         | Grifasi                                              |                        |
| 1999 | Kilencedik utca                                    | Ninth Street                                           | Frank atya                                           |                        |
| 1999 |                                                    | Gunfighter                                             | idegen                                               |                        |
| 1999 | A veszett kutya                                    | Lost & Found                                           | Millstone                                            | Cs. Németh Lajos       |
| 1999 | Texasi temetés                                     | A Texas Funeral                                        | Sparta nagypapa                                      |                        |
| 1999 |                                                    | A Stranger in the Kingdom                              | Sigurd Moulton                                       |                        |
| 2001 | O (Othello)                                        | O                                                      | Duke Goulding edző                                   | Harsányi Gábor         |
| 2002 | Kapj el, ha tudsz                                  | Catch Me If You Can                                    | Roger Strong                                         | Papp János             |
| 2003 |                                                    | Mercy of the Sea                                       | Frederik                                             |                        |
| 2003 |                                                    | The Commission                                         | Nicholas Katzenbach                                  |                        |
| 2003 | A három királyok                                   | The 3 Wise Man                                         | Gaspar                                               |                        |
| 2004 |                                                    | Jerusalem ski sindrom                                  |                                                      |                        |
| 2006 | A tégla                                            | The Departed                                           | Oliver “Charlie” Queenan                             | Papp János             |
| 2006 | Bobby Kennedy – A végzetes nap                     | Bobby                                                  | Jack Stevens                                         | Papp János             |
| 2007 |                                                    | Flatland: The Movie                                    | Arthur Square                                        |                        |
| 2007 | Bordertown – Átkelő a halálba                      | Bordertown                                             | George Morgan                                        | Papp János             |
| 2007 | Mondd, testvér!                                    | Talk to Me                                             | E.G. Sonderling                                      | Perlaki István         |
| 2008 | Egy egyedülálló nő                                 | A Single Woman                                         |                                                      |                        |
| 2008 |                                                    | Man in the Mirror                                      | elesett katona / fekete ruhás férfi / JC Szupersztár |                        |
| 2009 | Chamaco                                            | The Kid: Chamaco                                       | Dr. Frank Irwin                                      |                        |
| 2009 | Az Echelon-összeesküvés                            | Echelon Conspiracy                                     | Raymond Burke                                        | Forgács Gábor          |
| 2009 | Seholország                                        | Imagine That                                           | Dante D'Enzo                                         | Papp János             |
| 2009 | Derült égből szerelem                              | Love Happens                                           | Donald, Burke apósa                                  | Papp János             |
| 2009 |                                                    | Gloves of Stone                                        | Dr. Frank Irwin                                      |                        |
| 2010 | Vándorút                                           | The Way                                                | Tom                                                  | Szombathy Gyula        |
| 2011 | Ráncok                                             | Wrinkles                                               | Emilio                                               |                        |
| 2011 |                                                    | Stella Days                                            | Daniel Barry atya                                    |                        |
| 2011 | Álcák csapdája                                     | The Double                                             | Tom Highland                                         | Papp János             |
| 2012 | A csodálatos Pókember                              | The Amazing Spider-Man                                 | Ben Parker                                           | Szersén Gyula          |
| 2012 | Míg a világvége el nem választ                     | Seeking a Friend for the End of the World              | Frank                                                | Papp János             |
| 2013 |                                                    | The Whale                                              | Thomas Nickerson                                     |                        |
| 2013 |                                                    | Amazonia                                               | narrátor                                             |                        |
| 2014 | Bhopal: Ima az esőért                              | Bhopal: A Prayer for Rain                              | Warren Anderson                                      | Csankó Zoltán          |
| 2014 |                                                    | The Boxcar Children                                    | Alden nagypapa (hangja)                              |                        |
| 2014 | A csodálatos Pókember 2.                           | The Amazing Spider-Man 2                               | Ben bácsi                                            |                        |
| 2014 |                                                    | Ask Me Anything                                        | Glenn Warburg                                        |                        |
| 2014 | Szeméttelep                                        | Trash                                                  | Juilliard atya                                       | Papp János             |
| 2014 | Selma                                              | Selma                                                  | Frank Minis Johnson bíró                             |                        |
| 2015 | A becsület ára                                     | Badge of Honor                                         | Daniel Richards kapitány                             |                        |
| 2015 | Irány a bárka!                                     | All Creatures Big and Small                            | az oroszlán hangja (USA)                             | Csernák János          |
| 2016 | Popsztár: Soha ne állj le (a soha le nem állással) | Popstar: Never Stop Never Stopping                     | önmaga                                               | Papp János             |
| 2016 | A bárka                                            | The Vessel                                             | Douglas atya                                         | Csankó Zoltán          |
| 2016 | Kivétel és szabály                                 | Rules Don't Apply                                      | Noah Dietrich                                        | Papp János             |
| 2018 |                                                    | Come Sunday                                            | Oral Roberts                                         |                        |
| 2018 |                                                    | The Boxcar Children – Surprise Island                  | James Alden (hangja)                                 |                        |
| 2019 | Az utca hercegnője                                 | Princess of the Row                                    | John Austin                                          |                        |
| 2019 |                                                    | The Devil Has a Name                                   | Ralph                                                |                        |
| 2020 |                                                    | A West Wing Special to Benefit When We All Vote        | President Josiah Bartlett                            |                        |
| 2021 | Júdás és a Fekete Messiás                          | Judas and the Black Messiah                            | J. Edgar Hoover                                      | Papp János             |
| 2021 | A győztes lelenc csapat                            | 12 Mighty Orphans                                      | Doc Hall                                             |                        |
| 2021 | Júdás és a Fekete Messiás                          | Judas and the Black Messiah                            | J. Edgar Hoover                                      |                        |
| 2021 |                                                    | Benedict Arnold: Hero Betrayed                         | narrátor                                             |                        |
| 2023 |                                                    | Spider-Man: Across the SpiderVerse                     | hangja                                               |                        |
| 2024 |                                                    | Lost & Found in Cleveland                              | Dr. Austin Raybourne                                 |                        |

### Televízió
| 1978 | Taxi!!!                                     | Taxi!!!                                                |                      | sorozat  |
| 1982 | Idegenekre bízva                            | In the Custody of Strangers                            | Frank Caldwell       | Tévéfilm |
| 1986 |                                             | Shattered Spirits                                      | Lyle Mollencamp      | Tévéfilm |
| 1996 | Alf                                         | Project ALF                                            | Col. Gilbert Milfoil |          |
| 1996 |                                             | The Crystal Cave: Lessons from the Teachings of Merlin | King Arthur          |          |
| 1998 |                                             | Family Attraction                                      | President            | Vígjáték |
| 1998 | Babylon 5 - A lélekvadász                   | Babylon 5 - The River of Souls                         | Soul Hunter          |          |
| 2016 | Anne a Zöldormú Házból: Anne otthonra talál | Anne of Green Gables                                   | Matthew Cuthbert     | Tévéfilm |
| 2018 | Anne a Zöldormú Házból: A jó csillagok      | Anne of Green Gables - The Good Stars                  | Matthew Cuthbert     | Tévéfilm |